# دانا (مغنية كورية)
دانا، اسمها الحقيقي هونغ سونغ مي (هانغل: 홍성미) ولدت في 17 يوليو 1986 بغيونغي. هي مغنية كورية جنوبية بدأت مسيرتها الفنية عام 2001. وهي إحدى فنانات شركة التسجيلات الكورية إس إم إنترتينمنت.التي يملكها إي سو مان، وتم وصفها بأنها «بوا كون التالية».

## وصلات خارجية
- دانا على موقع IMDb (الإنجليزية)
- دانا على موقع ميوزك برينز (الإنجليزية)
- دانا على موقع ديسكوغز (الإنجليزية)
- دانا على موقع قاعدة بيانات الفيلم (الإنجليزية)

- الموقع الإلكتروني